# Wezel (dier)
De wezel (Mustela nivalis) is een roofdier uit de familie van de marterachtigen (Mustelidae). De wezel is het kleinste roofzoogdier ter wereld. Een vrouwtjeswezel weegt slechts 35 gram, lichter dan een veldmuis. In België wordt het dier ook wel muishond genoemd.

## Kenmerken
De wezel is een lang dier met een klein lichaam. Een volwassen dier is circa 4 tot 5 centimeter dik en 16,5 tot 24 centimeter lang. De staart is ongeveer 6 centimeter. Vrouwtjes zijn een stuk kleiner dan mannetjes. Mannetjes worden 16,6 tot 31,4 centimeter lang, met een staartlengte van 6 tot 12,5 centimeter en een gewicht van 54 tot 73 gram, vrouwtjes hebben een kop-romplengte van 14,8 tot 18,1 centimeter, een staartlengte van 3 tot 8,8 centimeter, en een gewicht van 30 tot 35 gram. Bovendien zijn in het zuiden van Europa wezels iets groter dan in het noorden, en kan de gemiddelde lengte per regio verschillen.
Wezels hebben een roodachtig tot kastanjebruine rugzijde en een witte buikzijde, waarbij de grens tussen de kleuren onregelmatig is. In het hoge noorden worden wezels in de winter (gedeeltelijk) wit, maar in Nederland en België blijven wezels jaarrond kastanjebruin. Wezels hebben een witte vlek op de keel en hebben een bruinrode staart. De staart heeft geen zwarte punt, zoals bij de grotere hermelijn, die verder veel op de wezel lijkt. 

## Voedsel en gedrag
De wezel voedt zich voornamelijk met knaagdieren als muizen, woelmuizen en lemmingen, maar ook grotere zoogdieren als konijnen en woelratten, vogels, eieren, kleine reptielen, kikkers en insecten. Veel van hun prooidieren zijn groter dan de wezel zelf. Als wezels jagen, achtervolgen ze prooien zoals kleine knaagdieren tot in hun hol. De dieren eten ongeveer een derde van hun lichaamsgewicht aan voedsel per dag. Ze moeten dagelijks eten om niet te sterven aan verhongering.
De dieren zijn zowel 's nachts als overdag actief, waarbij de dieren onregelmatig rustperiodes nemen. Vaak staan wezels op hun achterpoten om de omgeving te verkennen.
Wezels leven solitair. Het territorium van een mannetje overlapt meestal meerdere territoria van vrouwtjes. Het hol is vaak een oud hol van een gedood prooidier. Het nest wordt in koudere streken bedekt met de vacht van prooidieren. Vrouwtjes leggen in de zomer voedselvoorraden aan, waardoor ze minder hoeven te jagen en energie sparen voor de dracht.

## Voortplanting

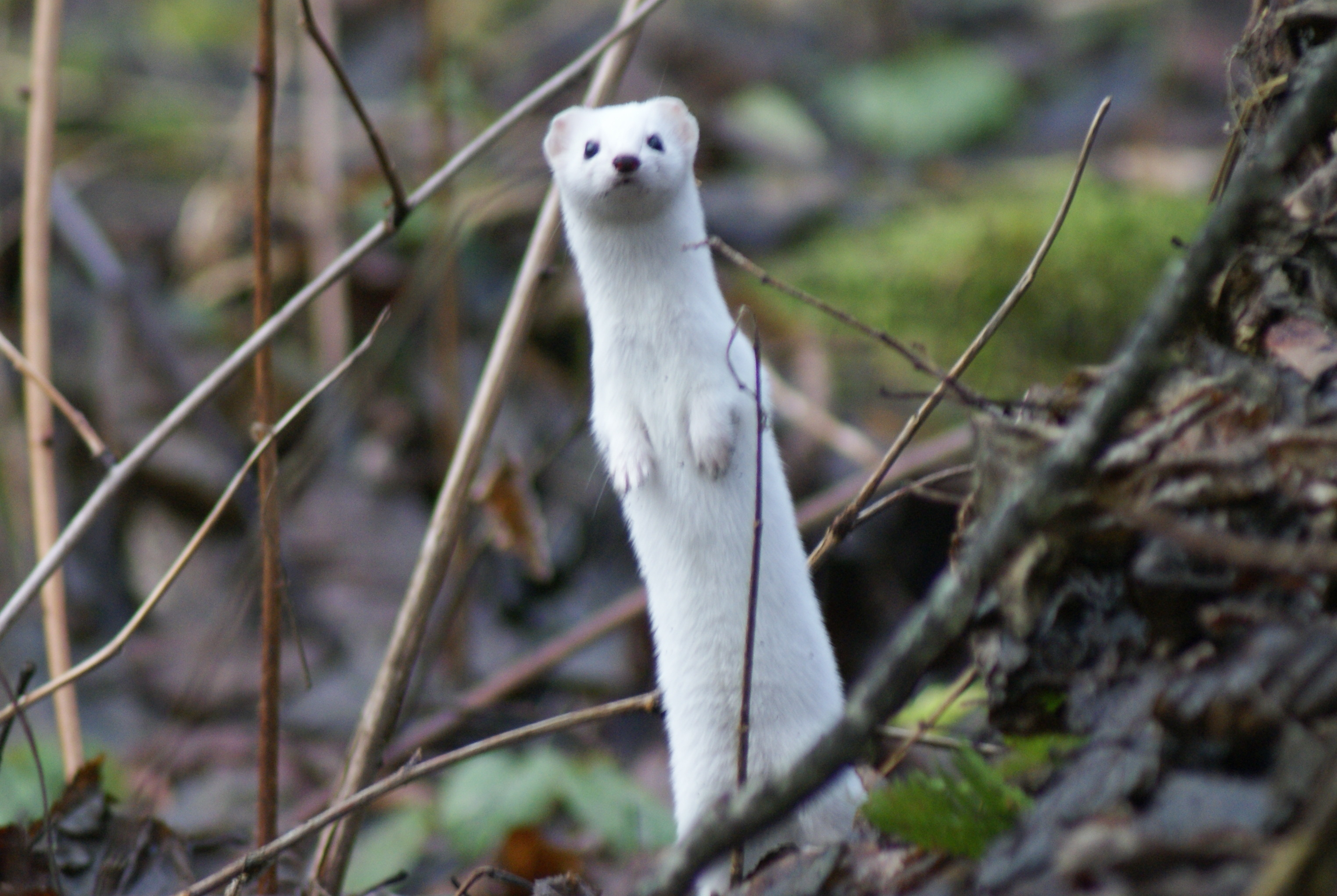
Wezel in wintervacht in het Woud van Białowieża

In april en mei is de eerste worp, na een draagtijd van 34 tot 37 dagen. De wezel kent geen verlengde draagtijd, zoals vele andere marterachtigen. Bij voldoende voedsel volgt er in juli en augustus een tweede worp. Per worp krijgen de dieren 4 tot 6 jongen. Dit getal kan variëren van één tot zes jongen per worp. Vooral in een goed lemmingjaar krijgen wezels in noordelijke populaties grotere en meerdere worpen. De lenteworp groeit snel, de zomerworp trager. Na vier weken gaan de oogjes open, en na drie tot vier weken worden de jongen gespeend. Als de jongen acht weken oud zijn, kunnen ze al goed jagen.
Na 9 tot 12 weken verlaten de jongen de moeder, en gaan op zoek naar een eigen territorium. De dieren zijn geslachtsrijp na 5 tot 7 maanden. Jongen uit het eerste nest kunnen in de eerste winter een eigen nestje hebben. Wezels worden in het wild maximaal drie jaar oud, maar in gevangenschap worden ze wel 5 tot 6 jaar oud.

## Verspreiding

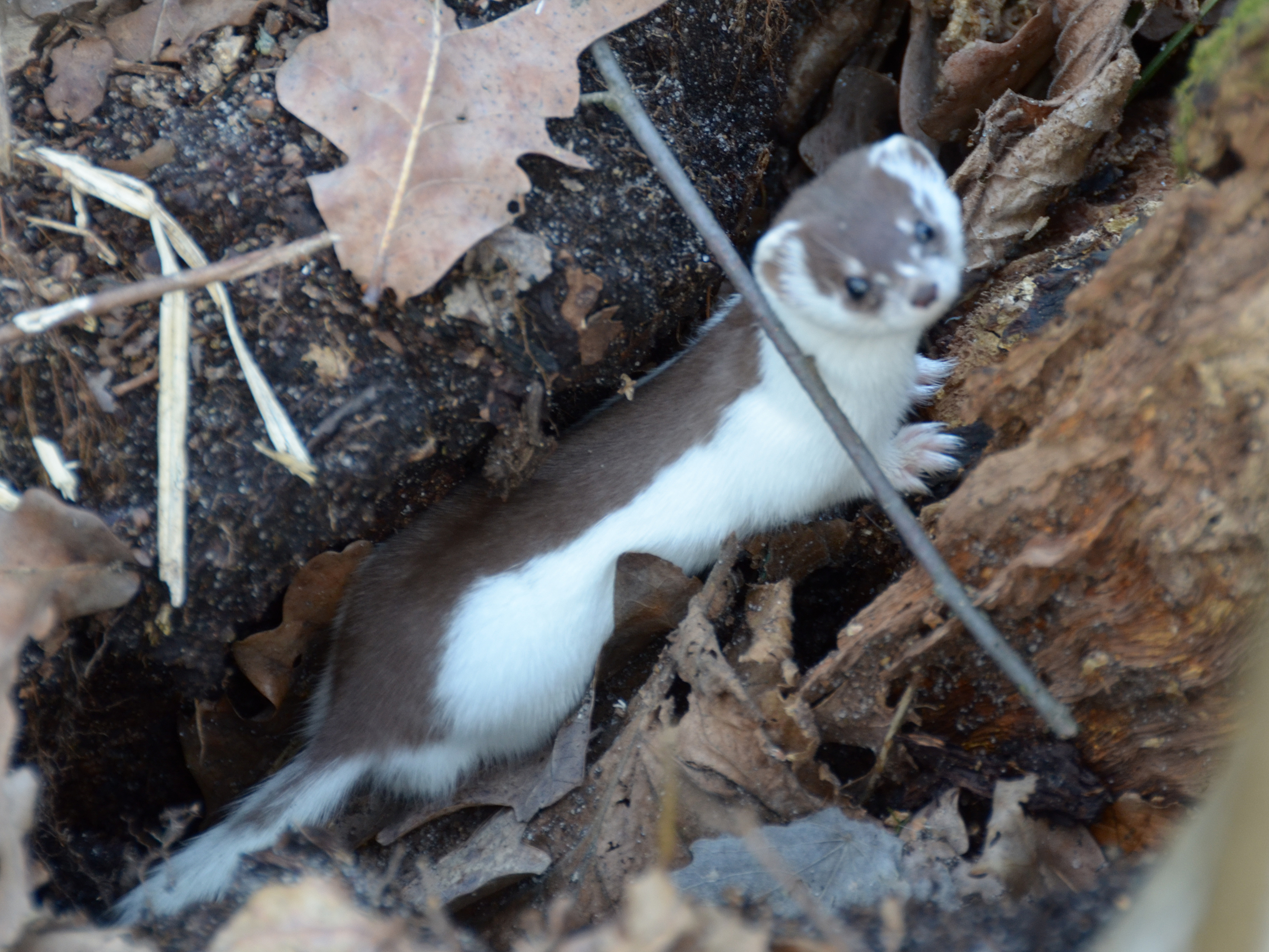
Wezel in overgangskleed van winter- naar zomervacht in Rusland

Wezels leven in Noordwest-Afrika, Europa, Noord- en Centraal-Azië en Noord-Amerika. Ook zijn ze ingevoerd in Nieuw-Zeeland. In geheel Europa kunnen wezels aangetroffen worden, met uitzondering van de eilanden in de Middellandse zee, IJsland en Ierland. Zowel in stedelijke gebieden als op het platteland komen ze voor. De dieren leven vooral in heggen, struikgewas en bosranden, maar ze kunnen overal overleven, zolang er voldoende beschutting en prooi is. Zodoende zijn ze te vinden in een grote diversiteit aan gebieden: van graslanden tot bossen, van zandduinen tot in bergen en van moerassen tot woestijnen.
Kleine marterachtigen zoals de bunzing, hermelijn en wezel zijn beschermde diersoorten in Nederland.

## Ondersoorten
In de regel worden er twee ondersoorten onderscheiden:
- Kleinste wezel (Mustela nivalis nivalis) - Noord-Scandinavië, Rusland en Noord-Amerika
- Gewone wezel (Mustela nivalis vulgaris) - West- en Midden-Europa, Middellandse Zeegebied

De twee ondersoorten verschillen zeer in lichaamsbouw, vachtkleur, gedrag en voortplanting, maar de dieren kunnen met elkaar voortplanten en vruchtbare jongen voortbrengen, en worden als één soort beschouwd.